# Iván Shishkin

Retrato de Iván Shishkin, obra de Iván Kramskói (1873).

Iván Ivánovich Shishkin (en ruso: Ива́н Ива́нович Ши́шкин; 13 de enerojul./ 25 de enero de 1832greg., Yelábuga (Gobernación de Viatka, Imperio ruso) – 20 de marzo de 1898, San Petersburgo) fue un pintor paisajista, grabador y miembro fundador de la Sociedad de Exposiciones Artísticas Itinerantes (Peredvízhniki).

## Vida y obra
Iván Shishkin nació en la ciudad de Yelábuga, en la Gobernación de Viatka (actualmente en la república de Tartaristán) en el seno de una familia de antiguas raíces locales. Su padre era un comerciante que lo mandó a los doce años a estudiar al Gymnasium de Kazán, institución que abandonó en 1856 para ingresar en la Escuela de pintura, escultura y arquitectura de Moscú, donde se formó durante cuatro años. A continuación fue admitido en la Academia Imperial de las Artes de San Petersburgo, donde estudió entre 1856 y 1860. En la Academia Imperial de las Artes se graduó con la gran medalla de oro y recibió además una beca para continuar sus estudios en Europa. Gracias a la beca imperial vivió en Suiza y Alemania durante un tiempo: residió en Zürich, Dresde y Düsseldorf, en cuya Academia de Bellas Artes complementó sus estudios entre 1864 y 1865. Al regresar a San Petersburgo se hizo miembro de los Pintores Itinerantes y de la Sociedad Rusa de Acuarelistas. A los cinco años de su graduación Shishkin se convirtió en miembro de la propia Academia Imperial, en la que sería catedrático de pintura desde 1873 hasta su muerte. Además, Shishkin estuvo a cargo de la dirección del taller de pintura de paisajes en la Escuela Superior de Arte de San Petersburgo.

Centeno (1878).

Shihkin además participó en exposiciones de la Academia Imperial de las Artes, en las Exposiciones Universales de París en 1867 y 1878 y Viena en 1873, y en las exposiciones rusas de Moscú (1882) y Nizhni Nóvgorod (1896).
Shishkin basaba su trabajo en estudios analíticos de la naturaleza. Adquirió gran notoriedad por sus paisajes forestales, y reveló tener además grandes dotes para el dibujo técnico y el grabado. Sus obras destacan por la poética descripción de las diferentes estaciones del año en los bosques y en los campos.
Shishkin era el propietario de una dacha en la aldea de Vyra, al sur de San Petersburgo. Allí pintó muchos de sus mejores paisajes. Falleció repentinamente el 20 de marzo de 1898 cuando se hallaba sentado frente al caballete trabajando en un nuevo cuadro. Sus restos están enterrados en el cementerio de Tijvin (Monasterio de Aleksandr Nevski, San Petersburgo).
Las colecciones más completas del artista se exhiben actualmente en el Museo Ruso de San Petersburgo y en la Galería Tretiakov de Moscú.

## Galería

Bosque de abedules (1871)
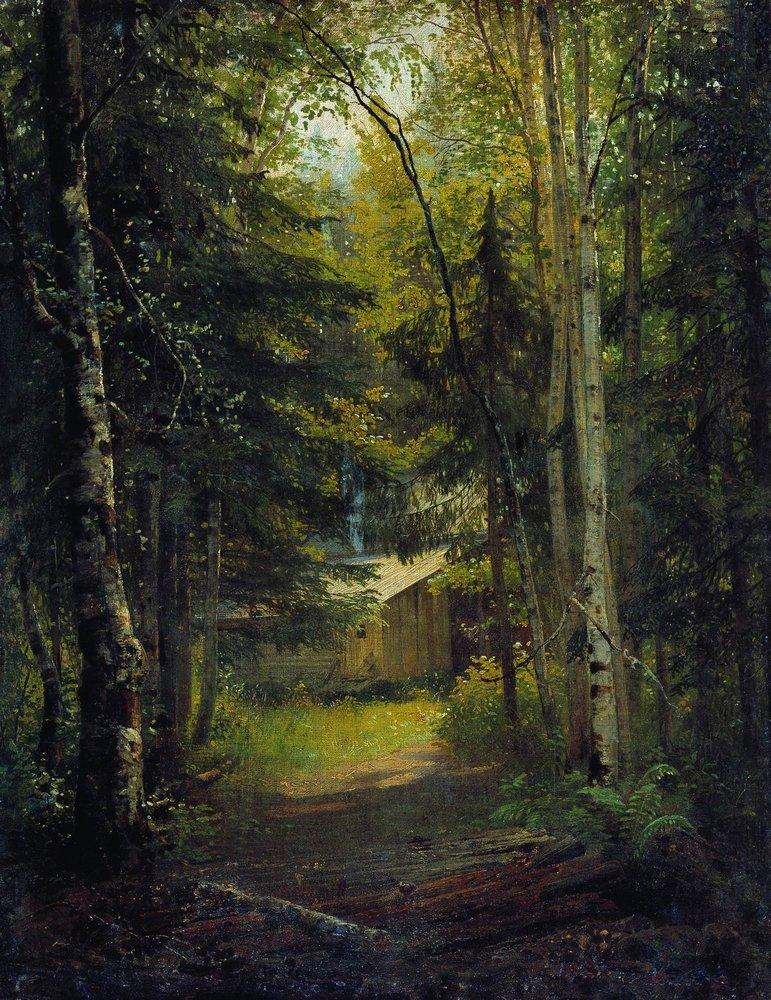
Cabaña en el bosque (década de 1870)
Atardecer (1882)
Arroyo en un bosque de abedules (1883)
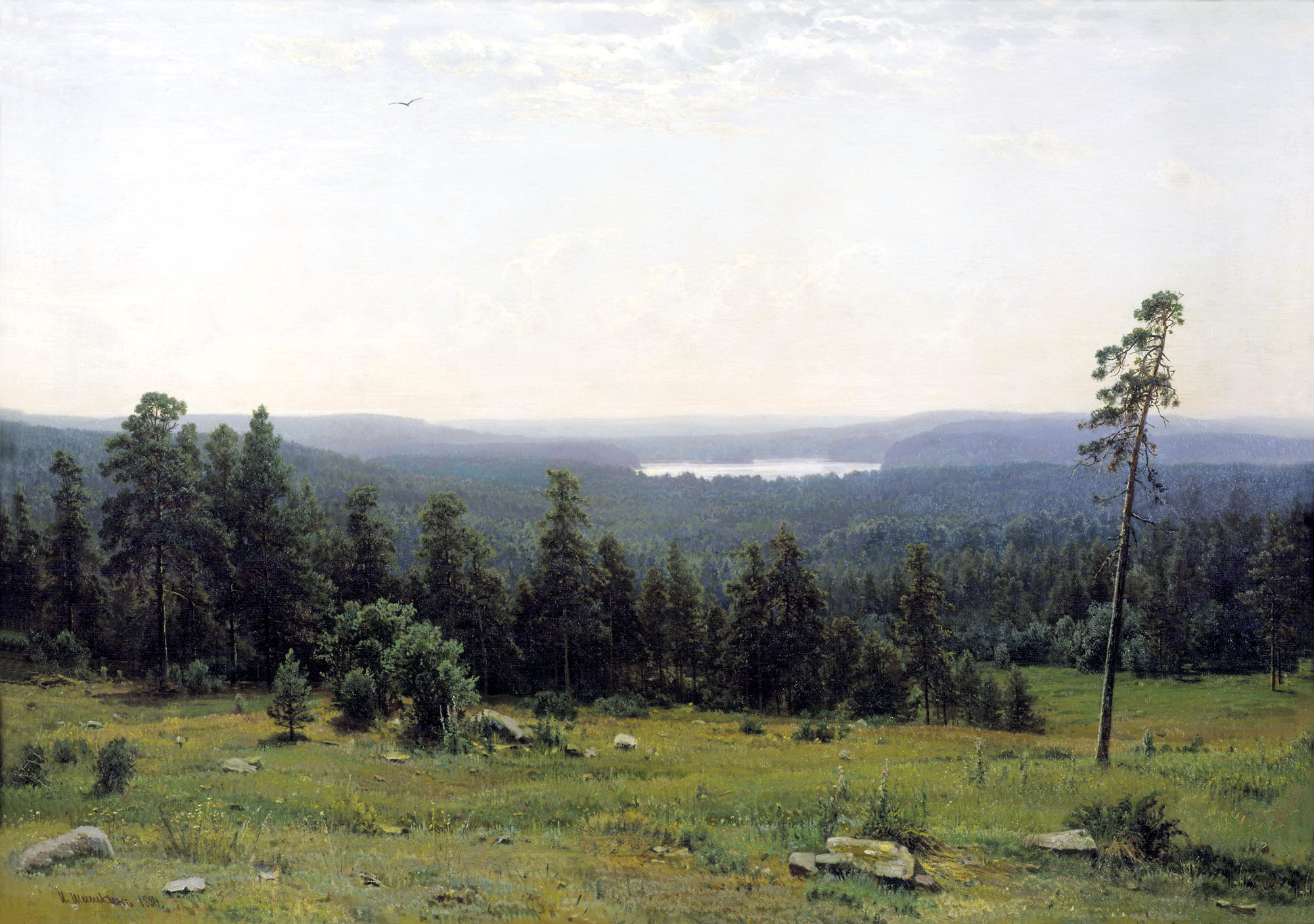
Horizontes boscosos (1884)
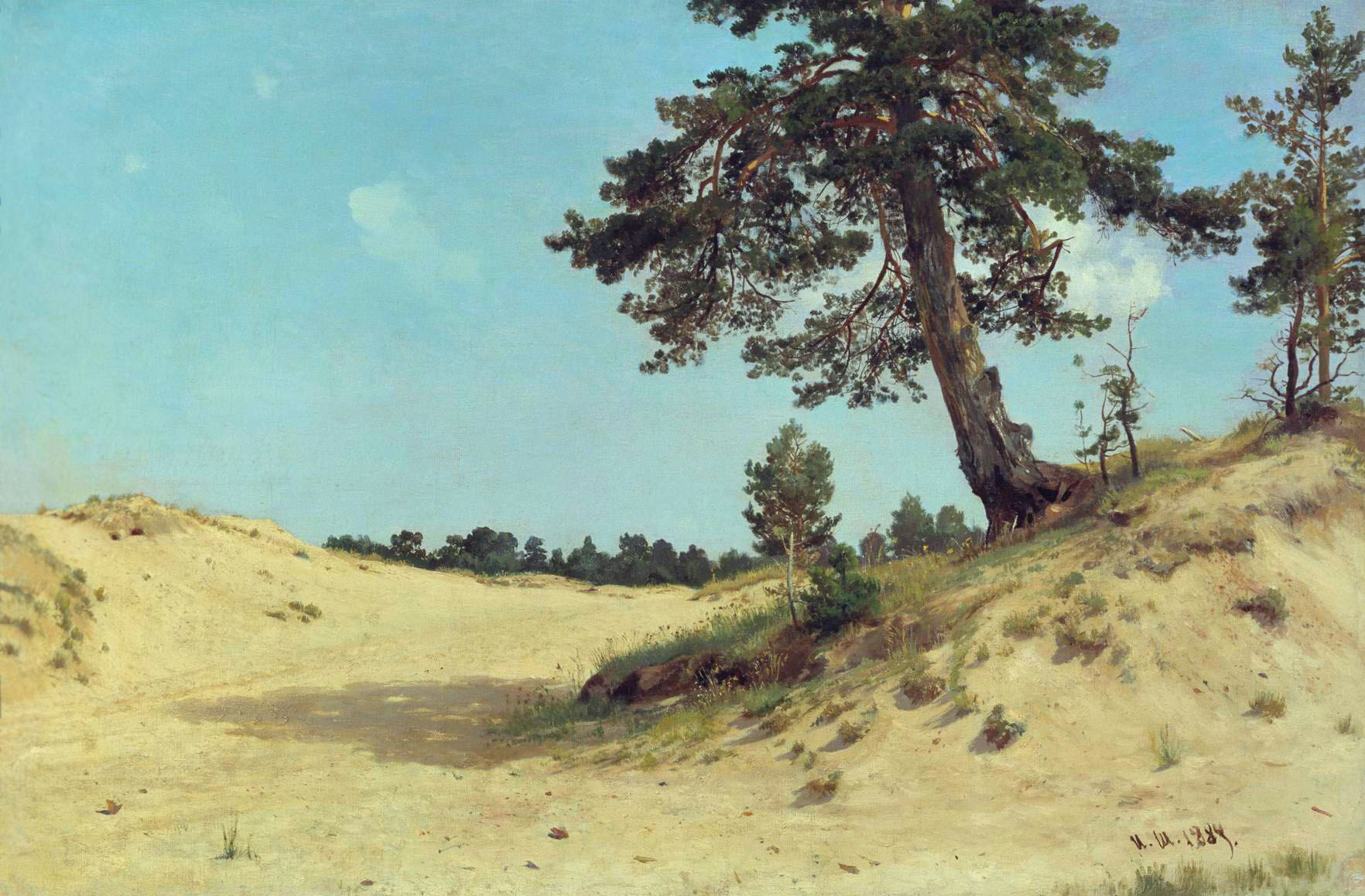
Pino en la arena (1884)
Paisaje de Polesia (1884)
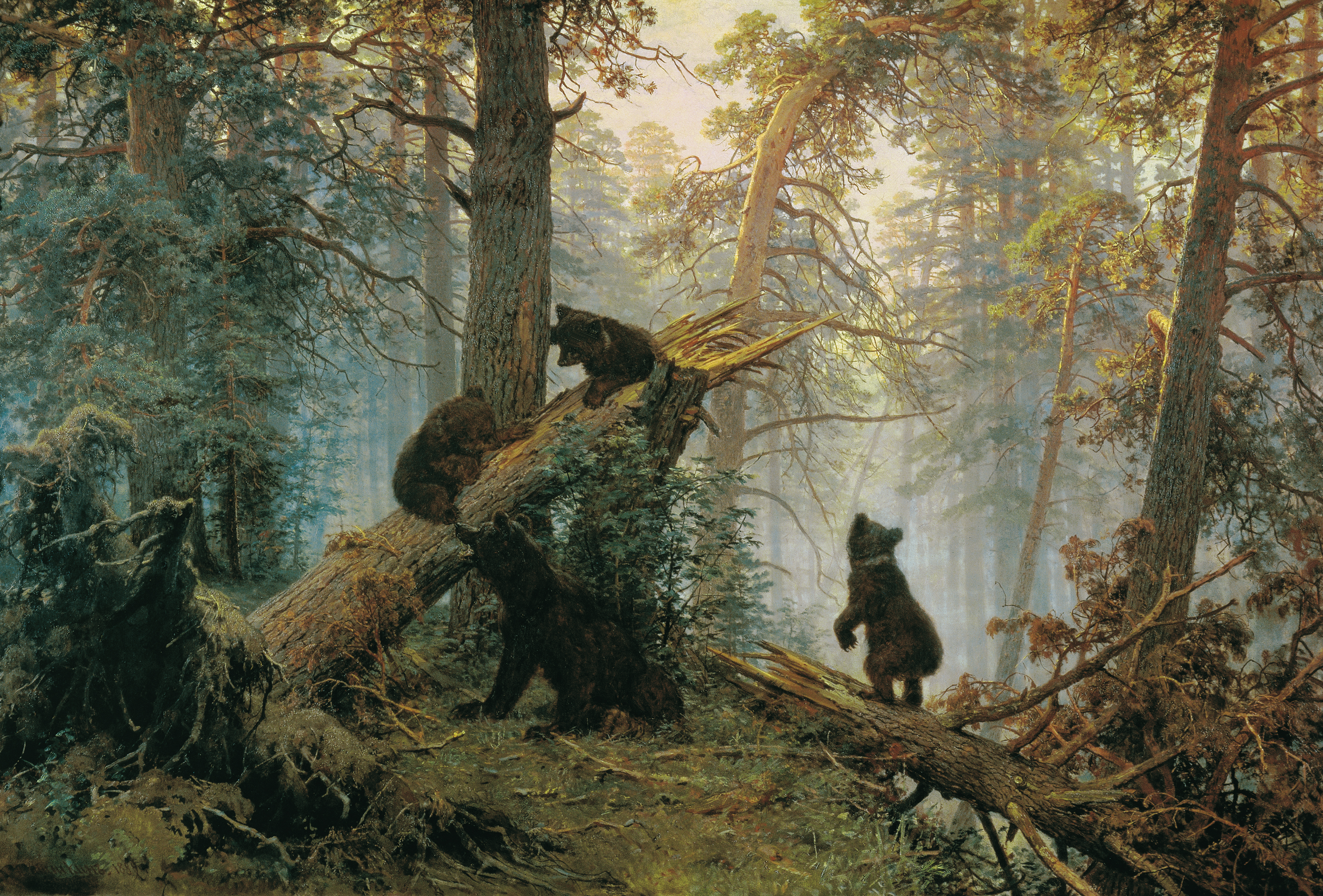
Mañana en un bosque de pinos (1889)
Robledal (1887)
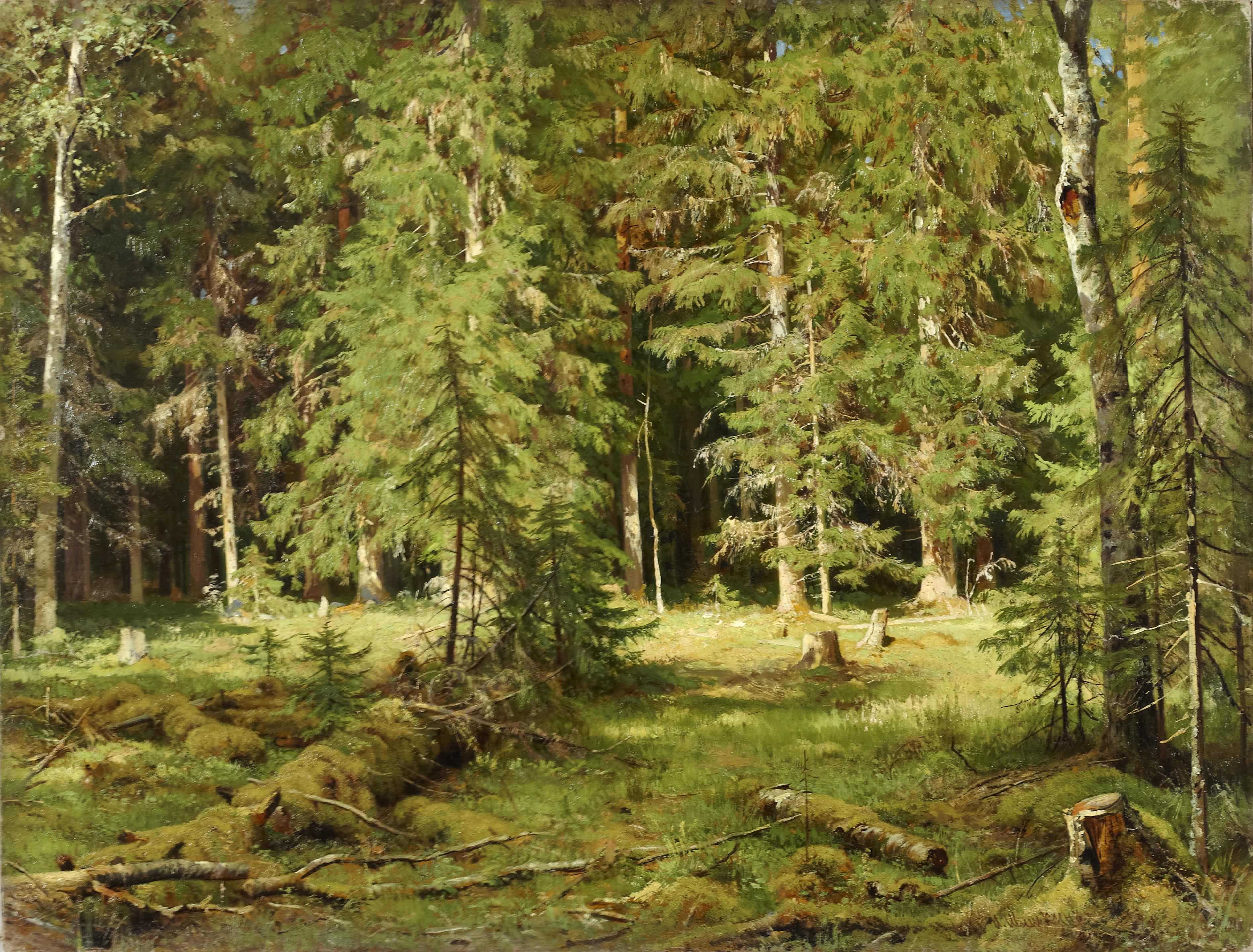
Bosque
Lluvia en un bosque de robles (1891)
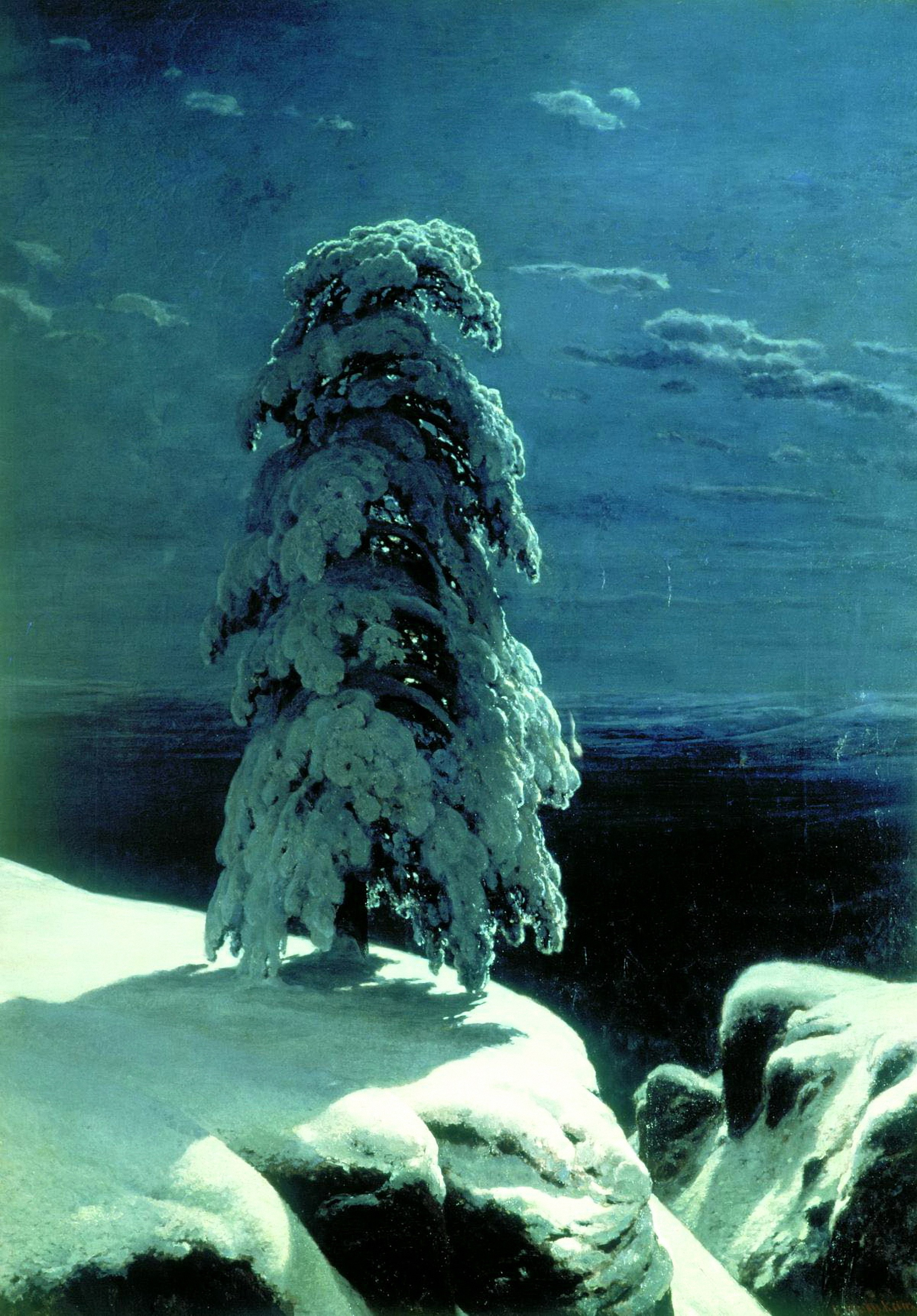
«En el inhóspito Norte...» (1891)
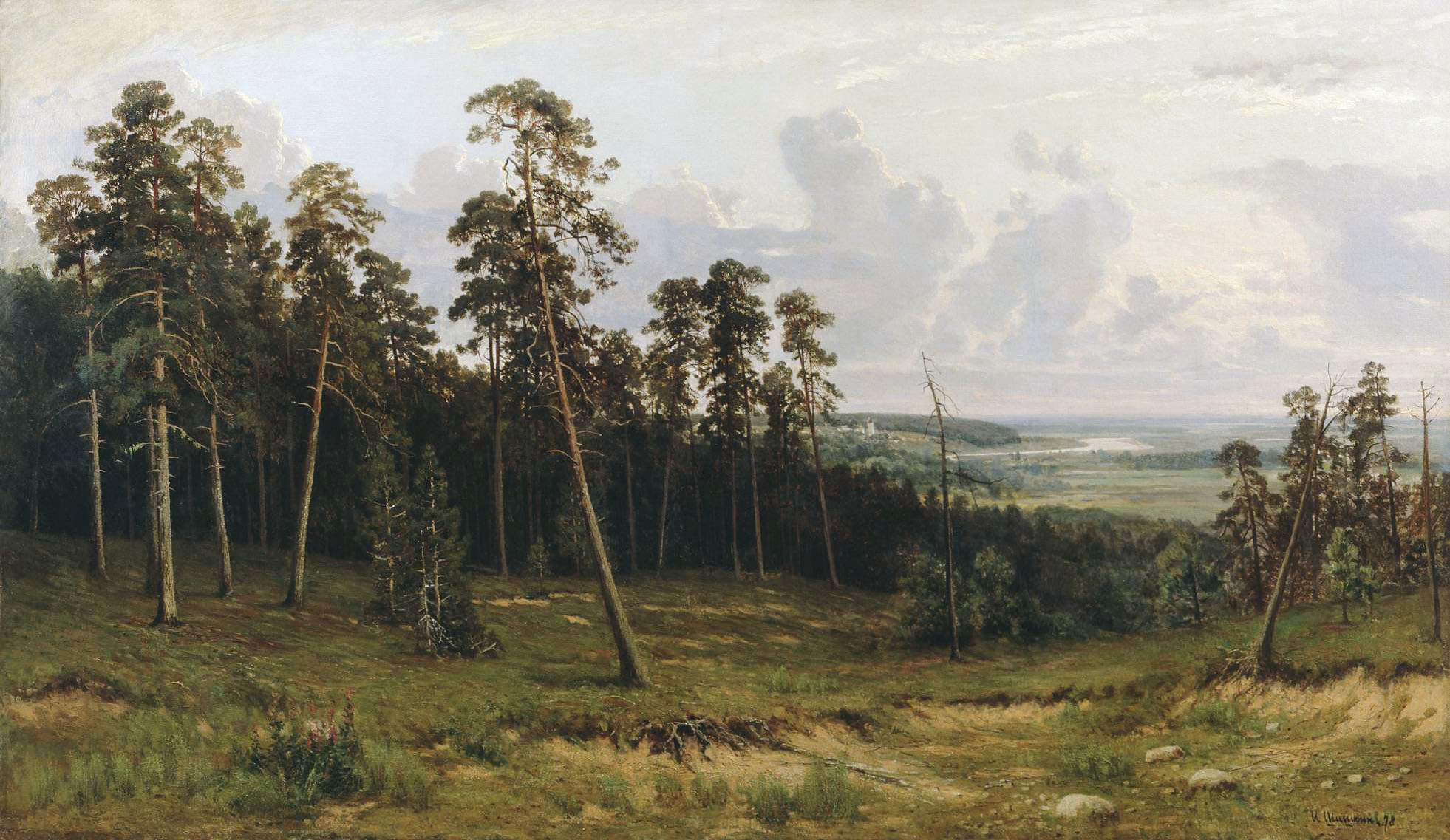
Margen del bosque